# Nação Guarani
O Grêmio Recreativo Escola de Samba Nação Guarani (ou simplesmente Nação Guarani) é uma escola de samba de Palhoça, Santa Catarina, que desfila na cidade e na capital Florianópolis. Em 2016, participou pela primeira vez do Grupo Especial do Carnaval de Florianópolis, onde desfila até hoje.

## Segmentos

### Presidentes
| Nome          | Mandato           | Ref.  |
| ------------- | ----------------- | ----- |
| Márcio Schutz | 2011 - 2014       | [ 2 ] |
| Márcio Schutz | 2015 - 2018       |       |
| Sidney Maykot | 2019              |       |
| Lui Vandre    | 2020 - Atualidade |       |

### Diretores
| Ano  | Diretor de Carnaval                      | Diretor geral de harmonia          | Mestre de bateria | Ref.  |
| ---- | ---------------------------------------- | ---------------------------------- | ----------------- | ----- |
| 2015 | João Cedro Campos Benites "João Benites" |                                    |                   | [ 3 ] |
| 2016 | João Cedro Campos Benites                | Heitor Campos                      | Edson Roldan      | [ 4 ] |
| 2017 | -                                        | Fernando Augusto e Jefferson Romão | Juninho Zuação    | [ 5 ] |
| 2018 | Comissão de Carnaval                     | Fernando Augusto                   | Victor Felipe     |       |
| 2019 |                                          |                                    | Luiz Khalifa      |       |
| 2020 |                                          | Paulão                             | Luiz Khalifa      |       |
| 2023 |                                          | Clebinho                           | Milton César      |       |
| 2024 | Junior Macedo                            | Mazinho                            | Milton César      |       |

### Coreógrafo
| Ano  | Nome          | Ref. |
| ---- | ------------- | ---- |
| 2016 | Dejair Borges |      |
| 2017 | Carlos Cabral |      |
| 2018 | Carlos Cabral |      |
| 2019 | Carlos Cabral |      |
| 2020 | Carlos Cabral |      |
| 2023 | Carlos Cabral |      |
| 2024 | João França   |      |

### Casal de Mestre-sala e Porta-bandeira
| Ano       | Nome                               | Ref. |
| --------- | ---------------------------------- | ---- |
| 2016      | Lú Sorriso e Julha Marçal          |      |
| 2017      | Anderson Poli (Ratinho) e Isadora  |      |
| 2018      | Fernanda Zacouteguy e Rafael Nunes |      |
| 2019      | Marcos Nunes e Tairine Machado     |      |
| 2020-2023 | Diogo Crispim e Fernanda Fonseca   |      |

### Rainhas de bateria
|  | Período |  |  | Rainha         | Madrinha | Ref. |
|  | ------- |  |  | -------------- | -------- | ---- |
|  | 2016    |  |  | Aicha Zinds    |          |      |
|  | 2017    |  |  | Verena Silva   |          |      |
|  | 2020    |  |  | Danúbia Souza  |          |      |
|  | 2023    |  |  | Pamela Cardoso |          |      |

### Casal de Cidadão e Cidadã Samba
| Período | Cidadão Samba   | Cidadã Samba   | Ref |
| ------- | --------------- | -------------- | --- |
| 2011    | Richard Goterra | Paola Sagaz    |     |
| 2012    | Richard Goterra | Ruana          |     |
| 2013    | Richard Goterra | Nathisi Costa  |     |
| 2014    | Richard Goterra | Nathisi Costa  |     |
| 2015    | Richard Goterra | Nathisi Costa  |     |
| 2016    | Richard Goterra | Juli Costa     |     |
| 2017    | Richard Goterra | Juli Costa     |     |
| 2018    | Richard Goterra | Thalia Amorim  |     |
| 2019    | Richard Goterra | Luiza Marins   |     |
| 2020    | Richard Goterra | Pamela Cardoso |     |
| 2023    | Richard Goterra | Kathlen Fraga  |     |

### Carnavais
| Ano                                   | Colocação                      | Grupo                          | Enredo                                                                           | Carnavalesco                         | Intérprete                              | Ref.        |
| ------------------------------------- | ------------------------------ | ------------------------------ | -------------------------------------------------------------------------------- | ------------------------------------ | --------------------------------------- | ----------- |
| 2011                                  |                                |                                |                                                                                  |                                      |                                         |             |
| 2012                                  | 3º lugar                       | Acesso                         |                                                                                  | Marcio Jose Schitz                   | Guilherme Partideiro                    | [ 6 ] [ 7 ] |
| 2013                                  | Não ocorreram desfiles em 2013 | Não ocorreram desfiles em 2013 | Não ocorreram desfiles em 2013                                                   | Não ocorreram desfiles em 2013       | Não ocorreram desfiles em 2013          |             |
| 2014                                  | Vice campeã                    | Acesso                         | Um Circo de Magia                                                                | Marcio Jose Schitz                   |                                         |             |
| 2015                                  | Campeã                         | Acesso                         | O Monarca das Coxilhas... Semideus Galopante dos Pampas... Uma Epopéia Riogrande | Marcio Jose Schitz                   | Emilson Candido                         | [ 8 ]       |
| 2016                                  | 5º Lugar                       | Especial                       | Da Pré-História Antiga... O Caminho da Comunicação                               | Marcio Jose Schitz                   | Leandrinho LV                           | [ 2 ]       |
| 2017                                  | 5º Lugar                       | Especial                       | Guarani Sou Teu Povo... Sou Nação... É o mito da criação nos montes de Areguá    | Marcio Jose Schitz e Raphaela Perrut | Tiganá                                  | [ 9 ]       |
| 2018                                  | 6º Lugar                       | Especial                       | Mapa da Vida, Linhas e horizontes de uma nação                                   | Júnior Schall                        | Bruno Ribas                             |             |
| 2019                                  | 6º Lugar                       | Especial                       | Guarani Sou Teu Povo, Sou Nação, sou Caprichoso…                                 | Márcio Schitz                        | Roberto Gonzaga                         |             |
| 2020                                  | 7º Lugar                       | Especial                       | Sabedoria Ancestral: O Ecoar de uma Nação Transforma Lixo em Criação             | Kika Rosa                            | Roberto Gonzaga                         |             |
| Não ocorreram desfiles em 2021 e 2022 |                                |                                |                                                                                  |                                      |                                         |             |
| 2023                                  | 9º lugar                       | Especial                       | Massiambú - Paraíso Místico Guarani                                              | Kika Rosa                            | Roberto Gonzaga e Nego Lindo Beija-flor |             |
| 2024                                  | 10º lugar                      | Especial                       | Extraordinárias Mulheres da Nação                                                | Márcio Schitz                        | Roba Sacode                             |             |
| 2025                                  | 9° Lugar                       | Especial                       | Os Filhos do Tambor - Espíritos indígenas, mensageiros dos orixás                | Márcio Schitz                        | Roba Sacode e Alexandre Belo            |             |
| 2026                                  |                                | Especial                       | Nostalgia - a Batida do Tempo que faz o Coração Sambar                           |                                      |                                         |             |